# Richard Wilhelm

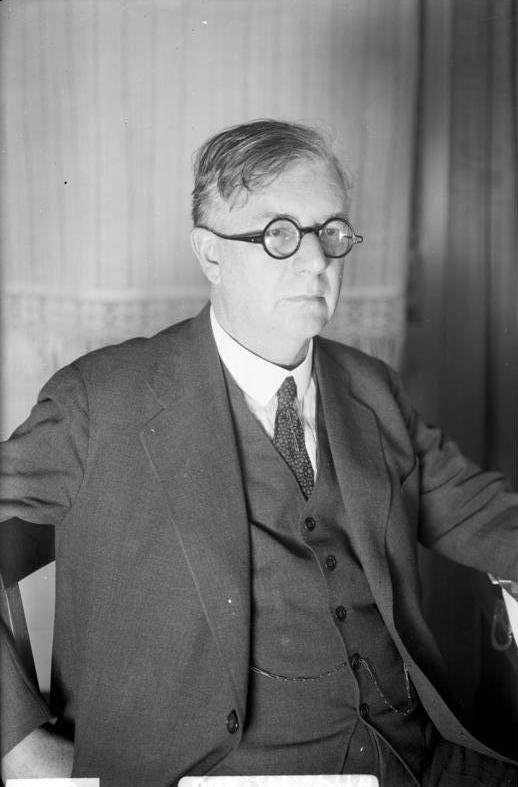
Richard Wilhelm

Richard Wilhelm (* 10. Mai 1873 in Stuttgart; † 2. März 1930 in Tübingen) war ein deutscher evangelischer Theologe, Missionar und Sinologe. Seine Übertragungen und Kommentare zu klassischen chinesischen Texten – insbesondere des I Ging – fanden weite Verbreitung.

## Leben

### Jugend und theologische Ausbildung
Richard Wilhelm wurde 1873 in Stuttgart als Sohn eines aus Thüringen stammenden Glasmalers geboren. Der Vater starb bereits 1882; Wilhelm wurde von der Mutter und Großmutter aufgezogen.
Im Jahre 1891 nahm er an der Universität Tübingen sowie am Evangelischen Stift das Studium der evangelischen Theologie auf. Seit 1891 war er Mitglied der Studentenverbindung AG Rothenburg Tübingen.  Nach seiner Ordination in der Stuttgarter Stiftskirche 1895 wurde er Vikar in Wimsheim und 1897 in Boll. Die dortige Begegnung mit Christoph Blumhardt, der sich in seinen späten Jahren aus der engen Bindung mit der evangelischen Kirche löste und zu sozialen Fragen und der Sozialdemokratie hingezogen fühlte, wurde für Wilhelm lebensbestimmend.

### Familie
1899 verlobte er sich mit Christoph Blumhardts Tochter Salome. Die Hochzeit mit Salome Blumhardt fand in Shanghai am 7. Mai 1900 statt. Aus dieser Ehe gingen vier Söhne hervor, die alle in Tsingtau geboren wurden: Siegfried, Manfred, Hellmut und Walt.
Siegfried Wilhelm (1901–1962) studierte Architektur. Er heiratete Annemarie Roth. Beide wurden Eltern von sechs Kindern. Bis 1938 lebte er in China und kehrte dann mit seiner Familie nach Deutschland zurück. Manfred Wilhelm (1902–1985) wurde Maschinenbauingenieur und arbeitete von Anfang der 1930er Jahre bis zum Jahre 1956 in China für verschiedene Firmen. Er heiratete Ruth Wang. Sie hatten einen Sohn. Hellmut Wilhelm (1905–1990) studierte Jura und Sinologie. Er heiratete zweimal und war Vater von vier Kindern. Im Anschluss an seine Exilzeit in Peking während des Dritten Reiches erhielt er einen Lehrstuhl für Sinologie an der University of Washington. Walt Wilhelm (1910–1971) machte eine Ausbildung beim IG-Farben-Konzern Bayer Leverkusen. Er heiratete zweimal; in jeder Ehe wurde eine Tochter geboren. Für die Firma Bayer arbeitete er nach seiner Ausbildung bis Ende der fünfziger Jahre hauptsächlich in China; danach in Hongkong und in Mailand im leitenden Management und wurde zuletzt Vorstandsmitglied bei Bayer in Köln.

### Wirken in Qingdao (Tsingtau)

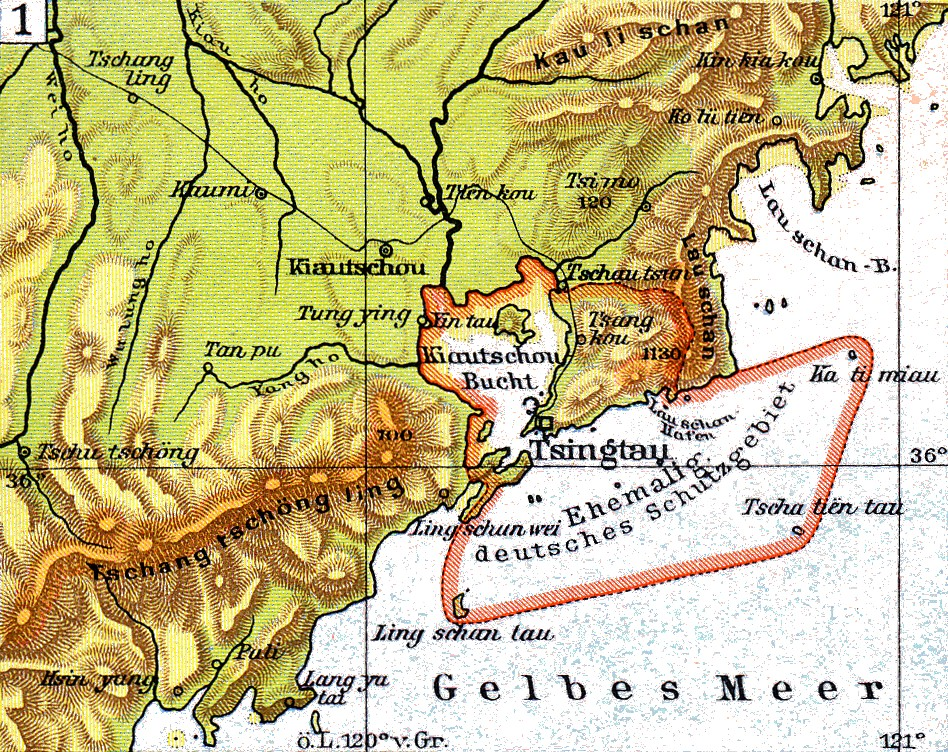
Das Gebiet um Tsingtau, Wirkstätte von Richard Wilhelm

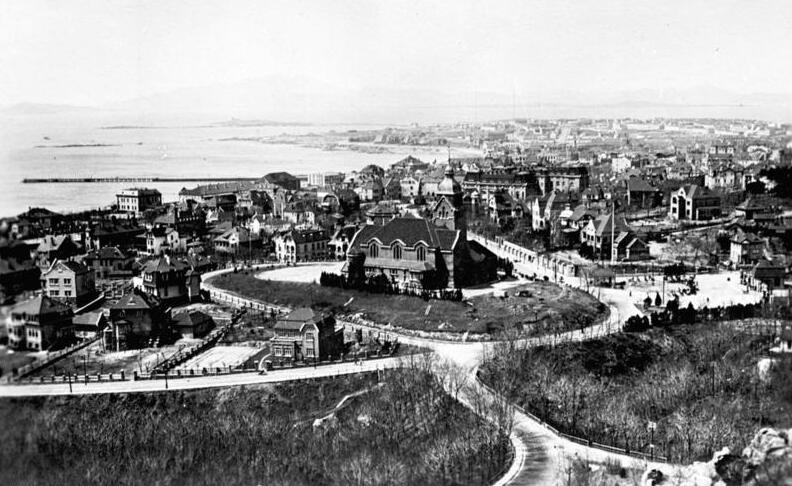
Besiedlung und Kirche von Tsingtau (vor 1914)

1900 brach Wilhelm im Dienste der Deutschen Ostasienmission als Missionar in das Kaiserreich China auf. Er kam in das damalige deutsche Pachtgebiet Kiautschou mit der Stadt Tsingtau in der chinesischen Provinz Shandong. Dort lernte er zunächst Chinesisch und arbeitete als Pfarrer und Pädagoge. Unter anderem gründete er eine deutsch-chinesische Schule. Durch seine pädagogische Tätigkeit trat er in Verbindung mit traditionell gebildeten chinesischen Gelehrten, die sein Verständnis der chinesischen Kultur und Geschichte vertieften, vor allem aber sein Studium der Schriften des klassischen chinesischen Altertums unterstützten. Für seine Verdienste um die chinesische Erziehung verlieh ihm die Kaiserinwitwe Cixi den „Rangknopf vierter Klasse“, verbunden mit dem Titel »Daotai«.
Während des Japanisch-Russischen Krieges 1904/05, dessen Auswirkungen auch in Qingdao zu spüren waren, führte er seine Arbeit weiter und trat dann 1907 mit seiner inzwischen fünfköpfigen Familie den ersten Heimaturlaub an.
Bereits 1908 reiste Richard Wilhelm zum zweiten Mal nach China. Unter der japanischen Besetzung im Ersten Weltkrieg konnte er seine Arbeit in der Schule und als Pfarrer der deutschen Gemeinde in Qingdao nur unter großen Schwierigkeiten fortführen. Im Sommer 1920 beendete Wilhelm seine zwanzigjährige Missionarstätigkeit und kehrte abermals vorübergehend nach Deutschland zurück. Sein kommissarischer Nachfolger wurde Hermann Bohner.

### Intermezzo in Peking
Von 1922 bis 1924 arbeitete Wilhelm als wissenschaftlicher Berater in der deutschen Gesandtschaft in Peking, daneben lehrte er an der Universität Peking. Hier übersetzte er auch das I Ging (Buch der Wandlungen) ins Deutsche. Die Edition, welche er zu seiner Übersetzung als Vorlage nutzte, war das Dschou I Dsche Dschung aus der Kangxi Zeit (1662–1723). Mit Hilfe seines Lehrers Lau Nai Süan (Lao Naixuan; 1843–1921) schuf er seine in viele westliche Sprachen übersetzte Ausgabe. In die Kommentierung flossen Zitate sowohl aus der Bibel als auch von Goethe, aber auch Gedankengut westlicher Philosophen und protestantischer, parsischer und alt-griechischer Theologie ein. Wilhelm zeigte damit viele Parallelen zu chinesischer Weisheit auf.

### Zurück in Deutschland
1924 wurde er als Honorarprofessor auf den neu gegründeten Stiftungslehrstuhl für Chinesische Geschichte und Chinesische Philosophie in Frankfurt am Main berufen. 1925 gründete er das China-Institut der Universität Frankfurt, das er bis zu seinem Tod 1930 leitete. Es sollte dem kulturellen Austausch zwischen China und Europa dienen. Gleichzeitig gründete Wilhelm die Zeitschrift Sinica, die sich zu einer der bedeutendsten deutschen sinologischen Zeitschriften entwickelte. 1927 wurde er an der Universität Frankfurt ordentlicher Professor.
Wilhelm stand in freundschaftlicher Verbindung mit vielen großen Gelehrten und Philosophen seiner Zeit. Zu seinen Freunden zählten u. a. Albert Schweitzer, Hermann Hesse, Martin Buber, Hermann Graf Keyserling, Hans-Hasso von Veltheim-Ostrau und der indische Philosoph Tagore.
Der Tiefenpsychologe Carl Gustav Jung war von Wilhelms Übersetzung des I Ging sehr beeindruckt und es entwickelte sich zwischen beiden ein reger gedanklicher Austausch. In seinem berühmten Vorwort zur englischen Übersetzung von Wilhelms deutscher Version schreibt er: 

“I am greatly indebted to Wilhelm for the light he has thrown upon the complicated problem of the I Ching, and for insight as regards its practical application as well. For more than thirty years I have interested myself in this oracle technique, or method of exploring the unconscious, for it has seemed to me of uncommon significance. I was already fairly familiar with the I Ching when I first met Wilhelm in the early nineteen twenties; he confirmed for me then what I already knew, and taught me many things more.”

„Ich stehe tief in Wilhelms Schuld, weil er auf die komplizierten Probleme des I Ching Licht geworfen hat, und auch für Einsichten im Zusammenhang mit der praktischen Anwendung [des I Ching]. Mehr als dreißig Jahre habe ich mich für diese Orakeltechnik – oder auch Methode zur Erforschung des Unbewussten – interessiert, da sie mir von äußerster Bedeutung schien. Als ich Richard Wilhelm in den frühen Zwanzigerjahren zum ersten Mal traf, war ich mit dem I Ching schon ganz gut vertraut; er bestätigte mir dann, was ich schon wusste, und hat mich viele Dinge mehr gelehrt.“

Das Studium der chinesischen Kultur hatte Wilhelm so tief geprägt, dass er sich ausschließlich der Sinologie zu widmen begann. Er war von Bewunderung für die Chinesen und die chinesische Kultur erfüllt. Wilhelm lehnte eine eurozentrische Sichtweise gegenüber China ab und setzte sich für einen Austausch der Kulturen ein. Daher zog er sich auch immer mehr aus der Missionstätigkeit zurück, die er zunehmend kritisch sah: „Es ist mir ein Trost, daß ich als Missionar keinen Chinesen bekehrt habe“.

### Lebensende
Kurz vor seinem Tod konnte Wilhelm sein zwanzig Jahre zuvor begonnenes Hauptwerk abschließen, die Übersetzung und Herausgabe des achtbändigen Quellenwerkes Religion und Philosophie Chinas. Er starb am 1. März 1930 an einer schweren Tropenkrankheit in Tübingen und wurde zwei Tage später auf dem Friedhof in Bad Boll beigesetzt. Im Zentrum der eigentlichen Grabstätte, in der später auch die Ehefrau beigesetzt wurde, befindet sich eine große Travertin-Kugel, umschlossen von den acht Trigrammen. C. G. Jung verfasste einen Nachruf, den er 1930 veröffentlichte.

## Werk

### Zentrales
Konfuzianismus und Daoismus als Philosophie bilden die Eckpfeiler seines Schaffens als Übersetzer und Kommentator des I Ging und der drei Hauptwerke des Taoistischen Kanons (Daodejing, Zhuangzi und Liezi).
Feng Youlan, ein chinesischer Philosoph des 20. Jahrhunderts, berichtet zu diesem Thema eine Anekdote, die als Antwort auf das Verhältnis der beiden philosophischen Richtungen gelten kann. Ein sehr hoher Beamter fragte einen Philosophen, was der Unterschied und was das Gemeinsame zwischen Laozi und Konfuzius sei. Der Philosoph antwortete: „Sind sie nicht gleich?“ Der hohe Beamte war über diese Antwort sehr erfreut und ernannte den Philosophen umgehend zu seinem Sekretär. Der Philosoph konnte weder sagen, dass sie nichts gemeinsam haben, noch dass sie alles gemeinsam haben. So war seine Antwort in Form einer Frage eine wirklich gute Antwort, merkte Youlan an.
Es sei Wilhelm angesichts der Vieldeutigkeit der Texte gelungen, so der Sinologe Wolfgang Bauer, chinesische Vorstellungen zu beschreiben und so ins Deutsche zu übertragen, dass sie auch heute noch erhellend und anregend sind. Wilhelms Auseinandersetzung mit dem Thema texttreue Darstellung findet sich in den Kommentaren und Einführungen seiner Übersetzungen. Es sei heute unüblich, so Bauer, Verallgemeinerungen und Bewertungen zu veröffentlichen, wie Wilhelm dies getan habe. Die Qualität seiner Aussagen stehe im Hinblick auf seine Sachkenntnis nicht in Frage.

### Generelles
Wilhelm hielt den fortlaufenden Prozess der „Wandlungen“ bzw. des „Wandelns“ für das Hauptgesetz der Philosophie und der Religion Chinas. Die Andersartigkeit des chinesischen Denkens und Handelns begründet innerhalb der Sinologie besondere, weitreichende und schwierige Forschungsprobleme. Übertragungen, wie Wilhelm sie gemacht hat, dürften daher Versuchscharakter haben. Mit den Worten Goethes interpretiert er – um Brücken zu dieser Andersartigkeit zu bauen – „Wandlungen“ als Zusammenwirken zwischen „organischer Selbstentfaltung und Freiheit“. Goethe, so Wilhelm, bearbeite dies dichterisch in seinen „Wahlverwandtschaften“.
Im I Ging werde beschrieben, wie Wandlungen sich in der Natur und beim Menschen vollziehen. Wandlungen müssen vom Menschen durch sein Handeln geordnet werden, wenn das Leben gelingen soll. Die Aufgabe der Philosophen sei es, Konzepte anzubieten, mit denen Menschen ihr Handeln steuern und verbessern können, d. h. vor allem das Nachdenken anzuregen. Das sei schon in der klassischen Zeit die Aufgabe gewesen, äußerte der chinesische Philosoph Feng Youlan. Anfangs hätte man sich auf die schon vorhandene Tradition im I Ging bezogen.
Wilhelm war kein gewöhnlicher Missionar oder Christ. Er war fromm, vermutlich jedoch nicht an eine Vorstellung von einem bestimmten, richtigen Glauben gebunden. Bereits 1900 hatte er sich von pastoralen Aufgaben zur Bekehrung entbinden lassen, um sich Erziehungs- und Gesundheitsfragen in der Gemeinde zu widmen. Religion hielt er für den „Besitz der Menschheit“ und nicht für den der Konfessionen oder religiöser Autoritäten.
Der Schöpfer jeder Kultur ist der Mensch, meint Wilhelm im Hinblick auf die zukünftige Entwicklung der Welt. In der Folge seiner Quellenstudien und seiner Neigung, dem „Weg bzw. dem Sinn der Wandlungen“ den Vorzug im menschlichen Leben zu geben, äußert er: Nicht mehr der Christ oder der Mohammedaner oder Buddhist, sondern der rechte Mensch wird die Erscheinung der zukünftigen Religion sein.
Dies fördere, so Bauer, den Abbau der Vorurteile, dass die europäische Kultur allen anderen überlegen sei. Wilhelms Schriften hätten hier Geschichte gemacht. Der „Weg zu einem wachsenden Verständnis Chinas... wird ...immer wieder über die Pfade führen, die Richard Wilhelm als ein Einzelgänger vorher für uns entdeckte“.

### Quellen

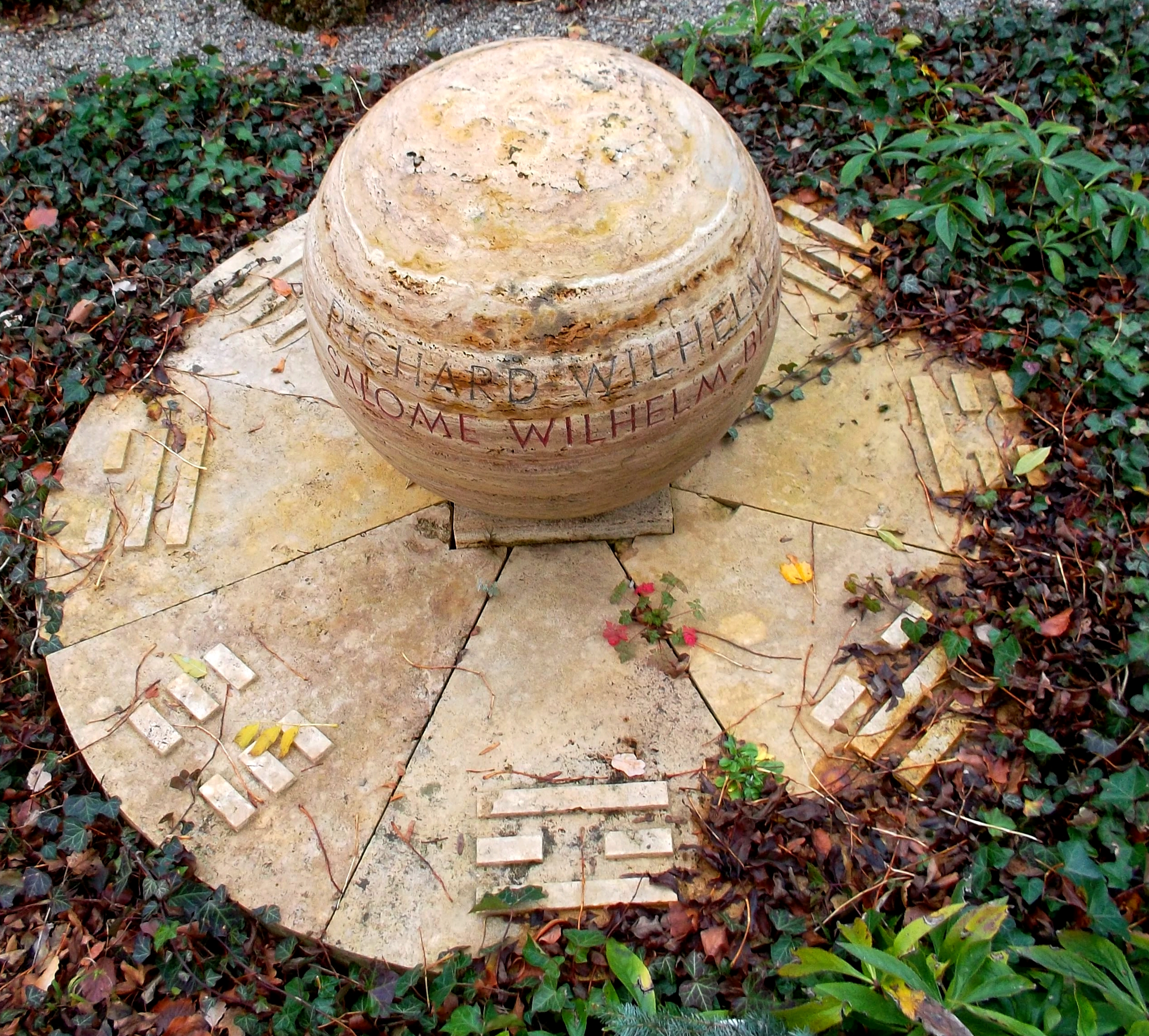
Nahe der Landstraße zwischen Bad Boll und der Autobahn befindet sich das Grab Richard Wilhelms und seiner Frau auf dem historischen Blumhardt-Friedhof

### Weitere Werke
Neben den bekannten Übersetzungen der Texte des klassischen chinesischen Altertums steht eine Vielzahl von Arbeiten, in denen Wilhelm sich kritisch mit der chinesischen Gegenwart befasst. So veröffentlichte er Tagebuchaufzeichnungen über die zeitgenössischen Ereignisse und sein Leben und Arbeiten in Qingdao, aber auch ein Werk über chinesische Wirtschaftspsychologie, das eine durchaus praktische Zielsetzung hatte.

## Rezeptionsgeschichte
Wilhelms Übersetzungen der chinesischen Klassiker hatten in seiner Zeit bei einem Publikum, das zu den Erfahrungen und Folgen des Ersten Weltkriegs eine kulturelle Alternative im Fernen Osten suchte, eine breite Wirkung. Dies erkläre sich damit, dass er die chinesische Tradition durch die Verbindung mit christlichen Sprachbildern innerhalb einer christlich bestimmten Kultur nachvollziehbar gemacht habe.
Wäre Wilhelm ein Chinese gewesen, so würde man ihn in den Konfuziustempel aufnehmen, äußerte der chinesische Philosoph Zhang Junmai 1930 in seinem Nachruf auf Wilhelm. Er verlieh ihm gemäß dem chinesischen Brauch, Verstorbene, die für die Nachwelt Wichtiges geleistet haben, durch besondere Namen zu ehren, den Ehrentitel „Weltbürger unseres Zeitalters“. Paul Pelliot, ein französischer Sinologe, würdigte zur gleichen Zeit die Übersetzungsarbeit Wilhelms als Bereicherung für die deutsche Sinologie. Die Übersetzungen seien korrekt, in ausgezeichnetem Deutsch geschrieben und in jedem Fall sehr klar, soweit er es als Franzose beurteilen könne.
In der Zeit der Weimarer Republik waren Wilhelms Forschungsergebnisse unter vielen deutschen Sinologen umstritten. Fachwissenschaftler beanstandeten, dass Wilhelms Texte unwissenschaftlich seien, weil philologische Untersuchungen fehlten, berichtete 1930 der Sinologe Wilhelm Schüler in der sinologischen Fachzeitschrift Sinica über Kommentare von Kollegen. Es wurde auch beanstandet, dass sie keine eingehende Text- und Wortkritik enthielten. Außerdem, wurde aus wissenschaftlicher Sicht behauptet, verfärbten seine mit westlichen Gedanken und Begriffen durchsetzten Darstellungen den chinesischen Sinn und Ausdruck.
Eine weitergehende Kritik ganz grundsätzlicher Art veröffentlichte 1926 der Sinologe Alfred Forke. In einer Rezension schrieb Forke: Wilhelm habe „den kritischen Blick (…), wenn er ihn überhaupt je besessen hat, durch sein Aufgehen im Chinesentum verloren.“ Als schwerwiegenderes „Vergehen“ wurde Wilhelms Bemühung um eine „positive Neubewertung Chinas“ mittels wissenschaftlicher Analysen und Übersetzungen gewertet. Aufgrund seines intensiven Werbens für ein positives Chinaverständnis wurde Wilhelm der Vorwurf gemacht, er sei ‚fast chinesiert'. Die Sinologin Leutner macht darauf aufmerksam, dass dieser Vorwurf zugleich impliziere, dass Wilhelm illoyal sei und eine Beschäftigung mit China als Deutscher und aus deutscher Perspektive aufgegeben habe. Die ‚deutsche Identität’ bedeutete in der Weimarer Nachkriegsphase nicht, Pazifist oder Republikaner zu sein, was Forke seinem Kollegen Wilhelm vorgeworfen hatte.
Heute werden die Arbeiten Wilhelms anders gesehen. Der Historiker und Chinaforscher Horst Gründer zählt Wilhelms Arbeiten zum Fundament östlicher Philosophie und Bildung im deutschsprachigen Raum. Für die Sinologin Dagmar Lorenz war Wilhelm der Vertreter einer protestantischen Tradition, in der gründliches Nachdenken und die vorurteilsfreie Einstellung zu Kulturfremdem gepflegt wurde. Dies befähigte ihn, China mit anderen Augen zu sehen als viele seiner Landsleute.
Es sei einfach positiv, so stellt der Berliner Ostasienwissenschaftler Henning Klöter fest, dass Wilhelms Übersetzungen den deutschsprachige Lesern chinesische Literatur habe „nachhaltig“ nahe bringen können.
Aus kulturwissenschaftlicher Sicht wurde in den 1970er Jahren – basierend auf den Auflagenzahlen des Diederichs-Verlages – festgestellt, dass Wilhelms Versionen der chinesischen Philosophie allgemein beliebt sind, obwohl die moderne Sinologie die Übertragungen Richard Wilhelms als veraltet betrachtet. Ein anderer Aspekt, der die Beliebtheit der Versionen Wilhelms eventuell begründen kann, wird aus psychologischer Sicht erwähnt: Wilhelm habe eine ausgeprägte Empfindsamkeit für den Übersetzungsprozess entwickelt. Diese Methode sei einzigartig und ihrer Zeit weit voraus. Sie ermögliche einen gleichberechtigten Dialog zwischen den Kulturen.

## Würdigung
1993 gründete der Sinologe Helmut Martin an der Ruhr-Universität Bochum das Richard-Wilhelm-Übersetzungszentrum. Es ist das zurzeit einzige Übersetzungszentrum für chinesische Texte in Europa.
2009 wurde anlässlich des 110. Geburtstages der Wilhelm-Schule in Qingdao eine Bronzebüste Richard Wilhelms enthüllt. Der Künstler Diao Yunbo hatte sie im Auftrag des Qingdao-Bildhauerverbandes zur Würdigung von Wilhelms Lebensleistung angefertigt.

## Werke
- Tao Te King im Projekt Gutenberg-DE
- Dschuang Dsï im Projekt Gutenberg-DE
- Über Leben und Werk des Zhuang Zhou
- Chinesische Lebensweisheit., Darmstadt 1922.
- Die Seele Chinas., Berlin 1925. (neu gesetzt und behutsam revidiert: Marixverlag, Wiesbaden 2009, ISBN 978-3-86539-215-2)
- Chinesisch-deutsche Jahres- und Tageszeiten: Lieder und Gesänge. verdeutscht von; E. Diederichs Verlag, Jena 1922.
- Kung-Tse: Leben und Werk; Stuttgart 1925.
- Geschichte der Chinesischen Kultur, Bruckmann, München 1928.
- Chinesische Wirtschaftspsychologie. Leipzig 1930. (Volltext online)

Für die Umschreibung chinesischer Zeichen verwendete er – wie viele deutsche Sinologen seiner Zeit – das heute kaum noch bekannte Wilhelm-Lessing’sche System, das 1911 eine Versammlung deutscher Lehrer in China zum Standard erhoben hatte.

## Übersetzungen
- Chinesische Märchen im Projekt Gutenberg-DE
- Tao Te King, Das Buch vom Sinn und Leben, ISBN 3-937715-07-X (Volltext online)
- I Ging Das Buch der Wandlungen (Übersetzung aus dem Chinesischen) im Projekt Gutenberg-DE und ISBN 3-424-00061-2 (Volltext)
- Das wahre Buch vom südlichen Blütenland, ISBN 3-89631-421-1 (Volltext)
- Liezi Liä Dsi. Das wahre Buch vom quellenden Urgrund; Düsseldorf/Köln 1967, (Eugen Diederichs Verlag), ISBN 3-424-35004-4 (Volltext)
- Schulgespräche, Gia Yü, ISBN 3-424-00696-3.
- Gespräche (Lun Yü), ISBN 3-424-00622-X.
- Frühling und Herbst des Lü Bu Wei, ISBN 3-424-00625-4.
- Li Gi. Das Buch der Sitte. Neue Ausgabe 1958
- Kung Futse. Gespräche. Jena 1923
- Mong Dsi. Jena 1921
- Hiau Ging – Das Buch der Ehrfurcht. Neue Ausgabe 1940 (Volltext online)